# Lindsaea mazaruniensis
Lindsaea mazaruniensis là một loài dương xỉ trong họ Lindsaeaceae. Loài này được Jenman mô tả khoa học đầu tiên năm 1899.
Danh pháp khoa học của loài này chưa được làm sáng tỏ. 